# Лісівник
не плутати: Лісничий, Лісник, Лісовик.
Лісівник або Лісово́д (англ. forester, нім. Förster n, фр. forestier) – людина, яка займається, здебільшого професійно, догляданням і розведенням лісу, працівник у галузі лісівництва, лісового господарства.

### Топоніми
- Лісоводи
- Лісоводна вулиця